# Dante Alighieri

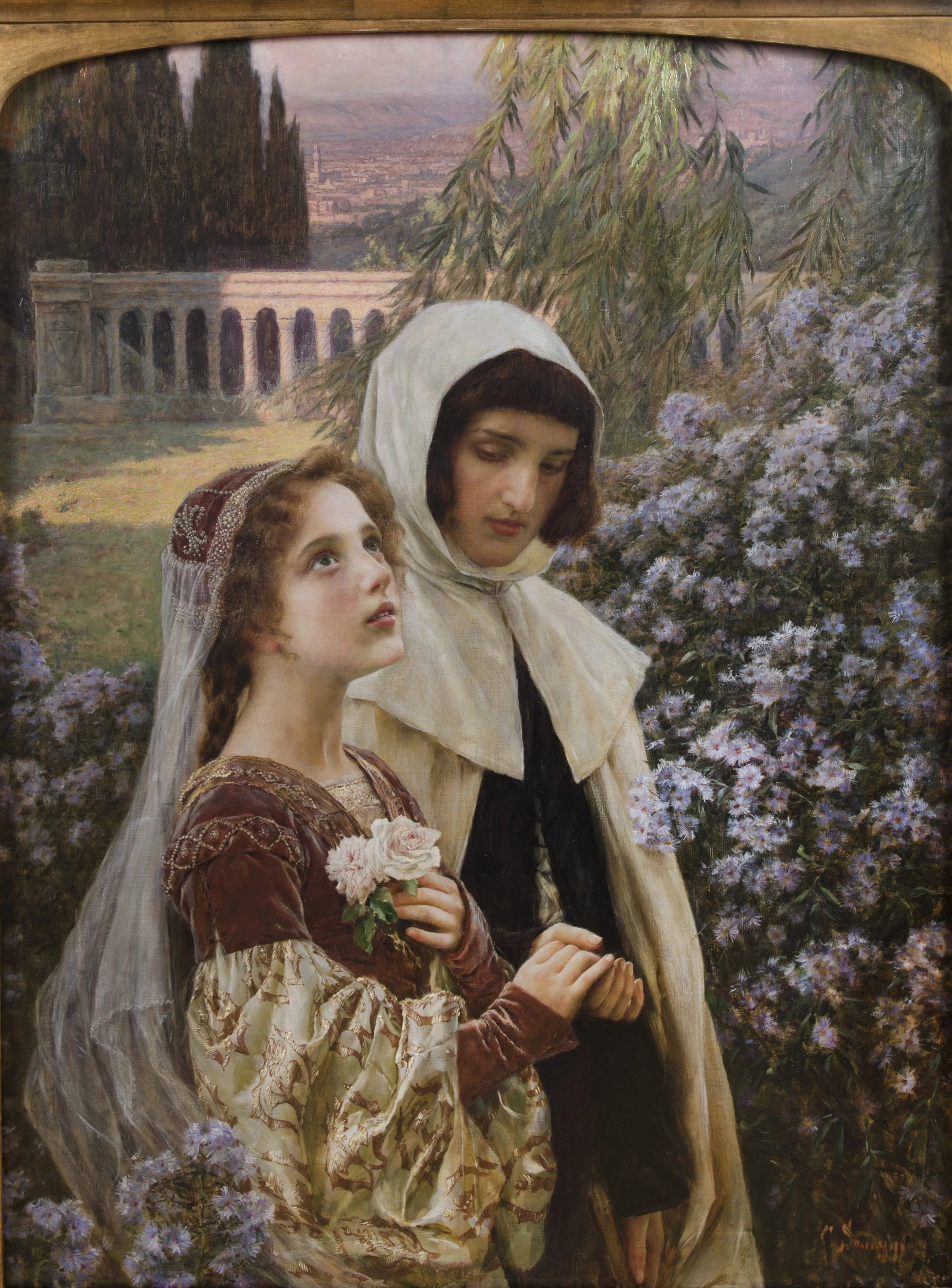
Dante și Beatrice în grădină, 1903, lucrare în stil prerafaelit de Cesare Saccaggi.

Durante di Alighiero degli Alighieri (Dante Alighieri; n. 1265, Florența, Republica Florentină – d. 14 septembrie 1321, Ravenna, Statele Papale) a fost un poet și filosof italian, om politic florentin, cel mai mare scriitor european din Evul Mediu. Autor al Divinei Comedii, capodoperă a literaturii universale, Dante este primul mare poet de limbă italiană, Sommo Poeta („poet în cel mai înalt grad”).
„Dante era de statură mijlocie, cu un umblet grav și liniștit. Avea o față lungă, nasul acvilin, ochii mari, pielea brună, părul negru și des, totdeauna cu o căutătură melancolică și gânditoare” (Giovanni Boccaccio, Trattatello in laude di Dante).
Dante a inspirat mulți artiști din Florența natală. Portretul din caseta acestui articol este realizat în 1475, îl prezintă purtând o cunună de lauri — simbol al realizărilor sale — și aparține celebrului artist renascentist Sandro Botticelli.

## Biografie
Viața lui Dante Alighieri este strâns legată de evenimentele politice din Florența. În acea perioadă, Florența era pe cale să devină orașul cel mai important și puternic din Italia centrală. Începând din 1250, un guvern comunal compus din burghezi și meseriași înlătură supremația nobilimii și, doi ani mai târziu, se bat primii „fiorini” de aur, monedă forte a comerțului european. Conflictul dintre „Guelfi”, fideli autorității temporale a papei, și „Ghibellini”, partizani ai primatului politic al împăraților germani ai „Sfântului Imperiu Roman”, se transformă într-un război între nobili și burghezie. La nașterea lui Dante, după îndepărtarea Guelfilor, Florența se găsea în puterea Ghibellinilor. În 1266, Guelfii revin la putere și Ghibellinii sunt expulzați din oraș. La rândul lor, Guelfii se divid în două fracțiuni: „bianchi” (albii) - care încercau să limiteze hegemonia papei - și „neri” (negrii).
Dante Alighieri s-a născut la Florența, în luna mai 1265, într-o familie din mica nobilime. Tatăl - Alighiero di Bellincione - se ocupa cu negustoria și a murit pe când Dante avea 17 ani, iar mama - Gabriella degli Abati - i-a murit în copilărie. Cel mai semnificativ eveniment al tinereții, după cum singur spune în opera sa „La Vita Nuova”, este întâlnirea în 1274 cu Beatrice (nobila florentină Bice di Folco Portinari), pe care o vede în numai trei ocazii, fără să fi avut oportunitatea de a-i vorbi vreodată. Îndrăgostit de ea până la adorație, Beatrice devine simbolul angelic al grației divine, pe care o va cânta exaltat în „La Vita Nuova” și mai târziu în „Divina Commedia”.
Se cunoaște puțin despre educația primită, dar creațiile sale scot în evidență o erudiție deosebită pentru timpurile sale. A fost profund impresionat de filozofia și retorica lui Brunetto Latini, care apare ca figură importantă în „Divina Comedie”. În Florența, audiază prelegerile de filozofie și teologie la școlile franciscane (pe lîngă biserica Santa Croce) și dominicane (la biserica Santa Maria Novella), studiindu-i mai ales pe Aristotel și pe Toma d'Aquino . Se știe că în 1285 Dante se afla în Bologna și este foarte probabil să fi studiat la renumita Universitate din acest oraș.
Doi mentori florentini i-au influențat dezvoltarea intelectuală: cărturarul Brunetto Latini (cca 1220-1294) care l-a inițiat în operele umaniste și trubadurul Guido Cavalcanti (cca 1250-1300), care i-a fost model pentru versurile sale. Cavalcanti folosea il dolce stil novo („dulcele stil nou”) - apogeul tradiției medievale a „iubirii curtenești”, în care poetul își dezvăluia dragostea pură pentru o femeie inaccesibilă, pe care o privea de la depărtare.
La vârsta de 20 de ani se căsătorește cu Gemma Di Manetto Donati, aparținând unei ramuri secundare a unei mari familii nobiliare, de la care va avea patru copii, Jacopo, Pietro, Giovanni și Antonia.
În 1292, doi ani după moartea Beatricei în urma unor complicații puerperale, Dante începe să scrie „La Vita Nuova”. În același timp, se angajează în viața politică turbulentă din acel timp, imaginând în persoana împăratului „Sfântului Imperiu Roman” mitul unei posibile unități politice. Totuși, în 1293, în urma unui decret prin care nobilii erau excluși de la orice activitate politică, Dante este constrâns să se dedice numai creației literare. Doi ani mai târziu, acest decret este abolit, cu condiția ca persoana interesată să facă parte dintr-o corporație artizanală. Dante se înscrie în corporația medicilor și farmaciștilor, și în cea a bibliotecarilor, cu mențiunea de „poet”. Se afiliază fracțiunii „Guelfilor albi”, care se opuneau influenței papei Bonifaciu al VIII-lea Caetani. În 1295, este trimis în San Gimignano cu o misiune diplomatică iar în 1300 este ales ca magistrat, unul din cei șase "Priori" - supraveghetori ai puterii executive care alcătuia „Signoria”. La îndemnul lui Dante, liderii grupurilor antagoniste - „albii” și „negrii” - din rândul Guelfilor, au fost exilați pentru a se menține liniștea în oraș. În timp ce Dante se găsea la Roma, chemat de papa Bonifaciu VIII, fracțiunea „negrilor” preia puterea politică în Florența, lui Dante i se interzice prezența în oraș și este condamnat la o amendă drastică. Neavând suma necesară, este condamnat la moarte dacă se va întoarce vreodată în Florența. Convins că a fost înșelat, Dante va rezerva un loc special papei Bonifaciu VIII într-unul din cercurile „Infernului” din „Divina Comedie”.
Cu anul 1304 începe pentru Dante un lung exil, el nu se va mai întoarce niciodată la Florența. Petrece cea mai mare parte a exilului la Verona, în anii 1307-1309 la Paris, iar mai târziu la Ravenna. În 1310, speranțele politice ale lui Dante au fost trezite de sosirea în Italia a împăratului Henric al VII-lea de Luxemburg, în care vedea rezolvarea rivalităților dintre orașele italiene. Dar moartea bruscă a lui Henric în 1313 la Siena întrerupe restaurarea puterii imperiale. În 1316, conducerea orașului Florența îl invită să se întoarcă din exil, dar condițiile umilitoare erau aceleași ca pentru un infractor iertat. Dante respinge cu demnitate invitația, spunând că nu se va întoarce decât dacă i se va restabili în întregime onoarea („senza onore e dignità di Dante....a Firenze non entrerò mai”). În 1319, Dante este invitat la Ravenna de către Guido Novello da Polenta, conducătorul orașului. Doi ani mai târziu, este trimis ca ambasador la Veneția. În timpul călătoriei de întoarcere, suferă un atac de malarie și moare în noaptea de 23/24 septembrie 1321 la Ravenna, unde se găsește și astăzi mormântul său, deși florentinii i-au păstrat un loc special în biserica Santa Croce. Ravenna este locul în care a terminat Divina Comedie cu puțin timp înainte de moarte, ultimele cântări ale poemului fiind descoperite ascunse în dormitorul său după înmormântare.

## Opere
Dante este ultimul mare exponent al culturii medievale, care - în generația următoare cu Petrarca și Boccaccio - va face trecerea spre umanismul renașterii. Împreună cu Guido Cavalcanti, Lapo Gianni, Cino da Pistoia și Brunetto Latini, Dante devine principalul animator al noului stil literar, „Dolce Stil Novo”. Spiritualitatea lui Dante este impregnată de misticismul caracteristic epocii istorice, după care providența este determinantă pentru evenimentele din viața oamenilor, pe calea ce duce la mântuire.

### Vita Nuova
Prima operă importantă a lui Dante, „Vita Nuova” („Viața nouă”), a fost scrisă între 1292 și 1293, la scurt timp după moartea Beatricei. Sensul titlului trebuie căutat în reînnoirea vitală a poetului după întâlnirea cu ființa iubită. Volumul conține 31 sonete și „canzoni” reunite prin intermediul a 42 de comentarii în proză. În această operă este ilustrată marea iubire ideală a lui Dante pentru Beatrice, amintirea primei întâlniri, previziunea morții sale și propria sa relevație spirituală susținută de intensitatea sentimentelor. Dante atribuie experienței afective o funcție simbolică de cunoaștere, în afara celei alegorice. „Vita Nuova” este una din cele mai valoroase realizări literare europene din punct de vedere al versificației.

### Le Rime
În această culegere de versuri sunt reunite poezii din tinerețe, o grupare de „rime pietrose” dedicate unei femei cu numele „Pietra”, datorită lipsei sale de sensibilitate,  un ultim capitol cu poezii pe teme filozofice, în formă de dialoguri cu personaje alegorice, denumite „Justiția Divină”, „Justiția Umană” și „Legea”.

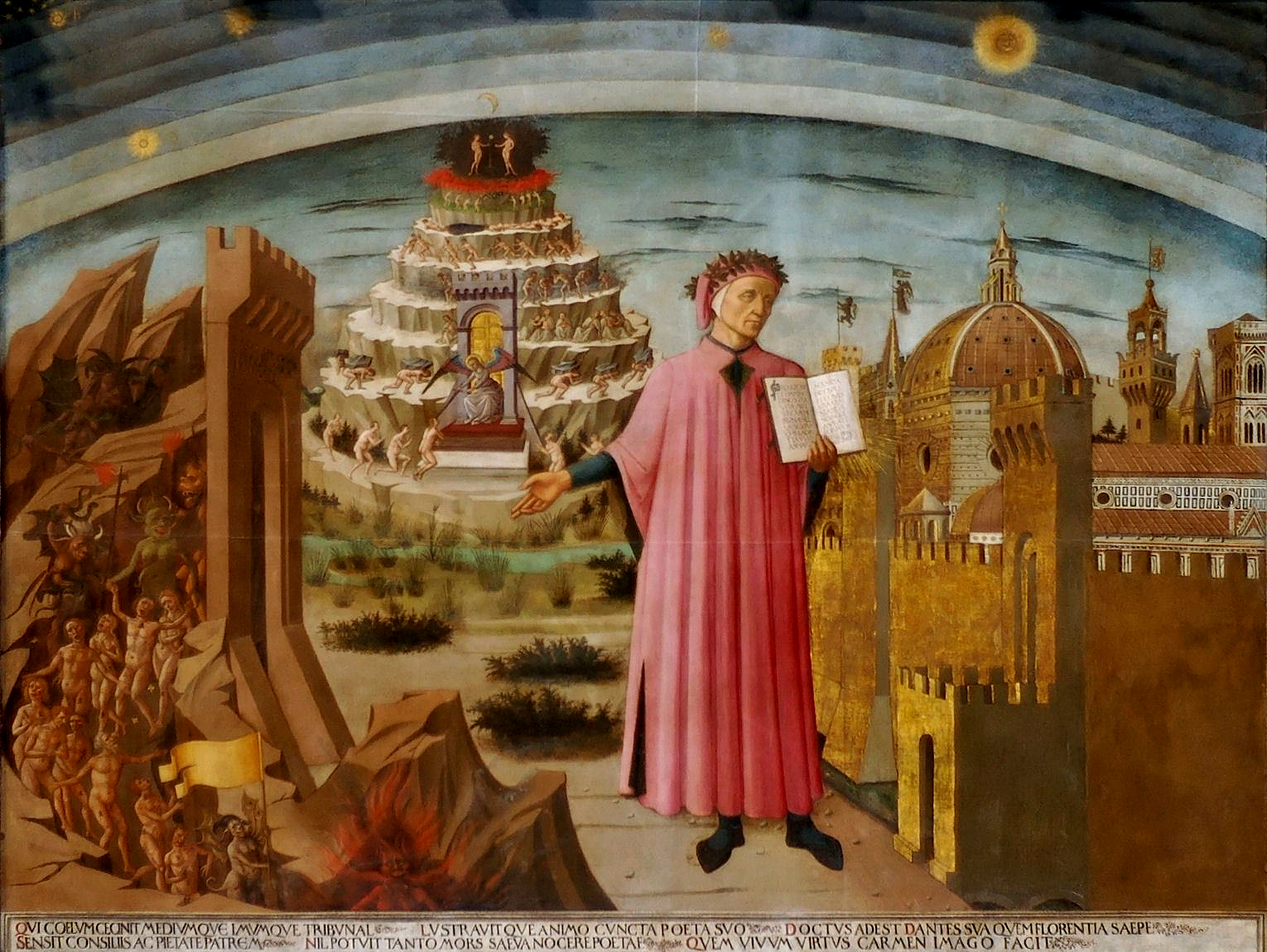
Dante cu „Divina Commedia” în apropierea intrării în Infern, privind spre Florența. În fundal cele șapte trepte ale Purgatoriului. Frescă de Domenico di Michelino (1465) în biserica Santa Maria del Fiore, Florența

### Divina Commedia
Capodopera lui Dante, „Divina Commedia”, alegorie în versuri de o precizie și forță dramatică deosebită, a fost începută probabil în 1306 și terminată cu puțin timp înainte de a muri. Titlul inițial dat de autor a fost „Comedia”, adjectivul „divina”, folosit de Boccaccio în lucrarea Trattatello in laude di Dante, apare pentru prima dată într-o ediție din 1555. Împărțită în trei secțiuni („Inferno”, „Purgatorio”, „Paradiso”), în operă este descrisă o călătorie imaginară în cele trei compartimente ale lumii de după moarte, în care poetul se întâlnește cu personaje mitologice, istorice sau contemporane lui. Fiecare personaj este reprezentantul unei virtuți sau al unui viciu, situarea în una din cele trei lumi fiind simbolică, ca răsplată sau pedeapsă, adesea și după criterii subiective (poetul îi întâlnește în Infern pe adversarii lui). Dante este călăuzit prin Infern și Purgatoriu de către poetul Virgiliu, simbol al înțelepciunii. Beatrice - ființa pe care a adorat-o - fiind instrumentul voinței divine îl ajută să găsească drumul spre Paradis - acolo unde înțelege că iubirea mișcă sori și stele (l’amor che muove il sole e l’altre stelle). Fiecare secțiune cuprinde 33 de cântece, cu excepția primei, care are un cântec în plus servind ca introducere. Poemul este scris în „terțete” (terza rima).
Opera oferă o sinteză a opiniilor filozofice, științifice și politice ale artistului, interpretate literar, alegoric, moral și mistic. Dincolo de sensurile sale profunde, este dramatizarea teologiei creștine medievale. „Divina Commedia” este alegoria purificării sufletului și dobândirii liniștei interioare prin înțelepciune și dragoste.
„Nu există durere mai mare decât să-ți amintești de vremuri fericite în momente de restriște.”(Dante, Infernul, Cântul 5, versurile 121-123)

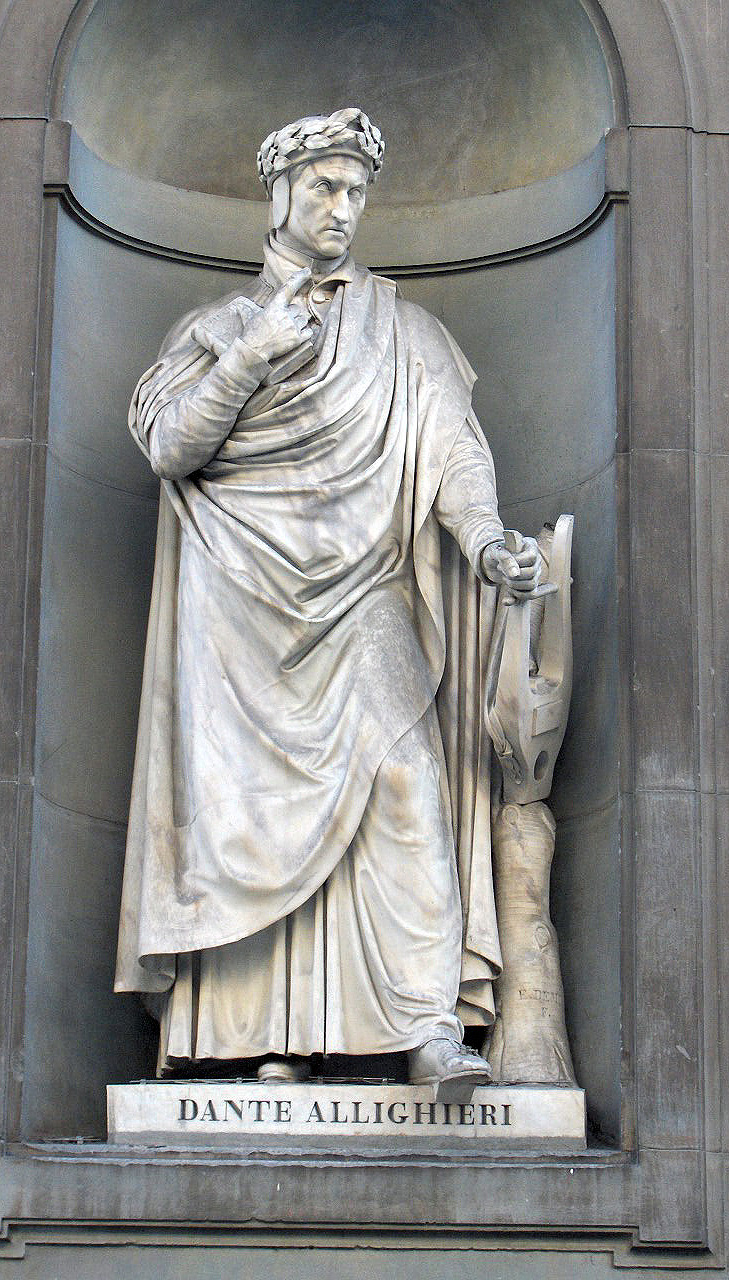
Statuia lui Dante la Galleria degli Uffizi, Florența

### Opere filozofice și politice

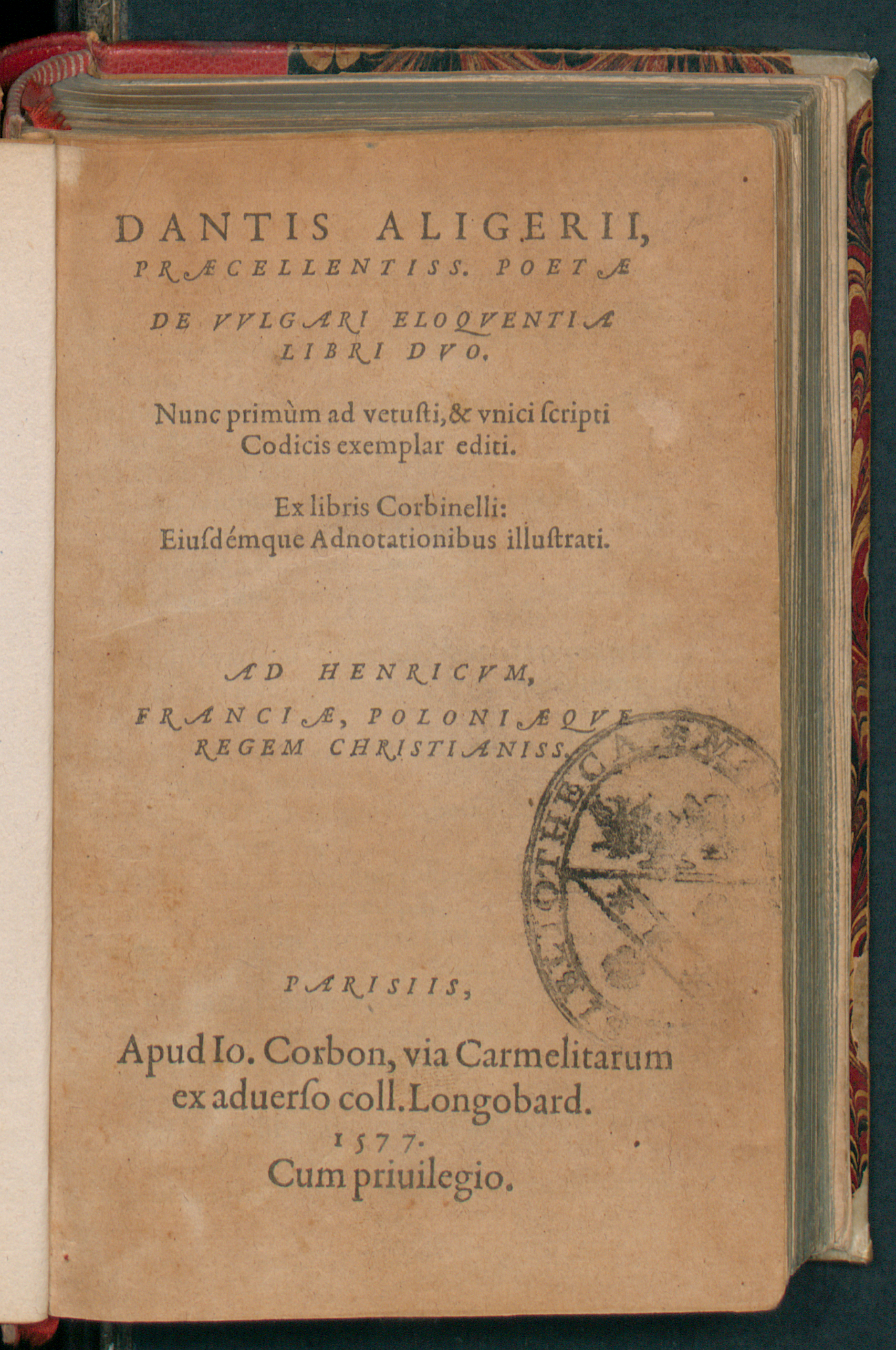
De vulgari eloquentia, 1577

- „Il Convivio” („Banchetul”, 1304-1307) a fost proiectat ca o prezentare în 15 volume a cunoștințelor vremii. Prima carte ar fi fost introducerea, iar celelalte 14 ar fi cuprins comentarii detaliate, dar, din păcate, numai primele patru volume au fost terminate. Dante alege „il volgare” (vezi: Literatură italiană), pentru prima dată folosit într-o operă culturală în locul limbii latine.De vulgari eloquentia, 1577 „De vulgari eloquentia” („Cu privire la vorbirea comună”, 1303-1305) este un tratat de analiză a diverselor stiluri lingvistice și literare, redactat în limba latină medievală, proiectat în patru cărți, după obiceiul retoricii medievale. Dante încearcă să stabilească criterii sigure de bună folosire a limbii italiene scrise și dedică un capitol criticii poeziei italiene. Opera este întreruptă la capitolul al XIV-lea al cărții a doua.

- „De Monarchia” („Despre monarhie”, 1311-1313) tratat politic în latina medievală, scris probabil când împăratul Henric VII se afla în Italia, este o expunere a filozofiei politice a lui Dante, incluzând necesitatea unei structuri multinaționale a „Sfântului Imperiu Roman”, cu o separare completă a bisericii de stat.

### Dante – repere bibliografice
- Dante Alighieri, Divina Comedie. [I.] Infernul, traducțiune de Maria P. Chițiu, Craiova, 1883 (traducere nerimată).
- Dante Alighieri, Divina Comedie. II. Purgatoriul, traducțiune de Maria P. Chițiu, Craiova, 1888 (traducere nerimată).
- Dante Alighieri, Infernul, traducere în versuri de N. Gane, Editura Librăriei Nouă Iliescu, Grossu & Comp., Iași, 1906.
- Dante Alighieri, Divina Comedie. Infernul, traducere de G. Coșbuc, ediție îngrijită și comentată de Ramiro Ortiz, Editura „Cartea Românească”, București, f. a. [1924]. Cf. și G. Coșbuc, Opere, VII. Traduceri, Dante, Divina Comedie, 1. Infernul, ediție critică de Gh. Chivu, prefață și comentarii de Alexandru Duțu, Editura Minerva, București, 1985.
- Dante Alighieri, Divina Comedie. Purgatoriul, traducere de G. Coșbuc, ediție îngrijită și comentată de Ramiro Ortiz, Editura „Cartea Românească”, București, f. a. [1927].
- Dante Alighieri, Divina Comedie. Paradisul, traducere de G. Coșbuc, ediție îngrijită și comentată de Ramiro Ortiz, Editura „Cartea Românească”, București, f. a. [1932].
- Dante Alighieri, Infernul, tradus de Alexandru Marcu, ilustrat de Mac Constantinescu, editat de Scrisul Românesc, Craiova, 1932 (traducere în proză).
- Dante Alighieri, Purgatoriul, tradus de Alexandru Marcu, ilustrat de Mac Constantinescu, editat de Scrisul Românesc, Craiova, 1933 (traducere în proză).
- Dante Alighieri, Paradisul, tradus de Alexandru Marcu, ilustrat de Mac Constantinescu, editat de Scrisul Românesc, Craiova, 1934 (traducere în proză).
- Dante Alighieri, Divina Comedie, în românește de Eta Boeriu, note și comentarii de Alexandru Duțu și Titus Pîrvulescu, Editura pentru Literatură Universală, București, 1965 (numeroase reeditări).
- Dante Alighieri, Opere minore, traduceri de Francisca Băltăceanu, Titus Bărbulescu, Oana Busuioceanu, Virgil Cândea, Petru Creția, Ștefan Aug. Doinaș, Sandu Mihai Lăzărescu, Elena Nasta, Romulus Vulpescu; comentarii de Oana Busuioceanu, Virgil Cândea, Ștefan Aug. Doinaș, Alexandru Duțu; introducere, tabel cronologic și note introductive de Virgil Cândea, Editura Univers, București, 1971.
- Dante, Infernul, interpretare românească, note și un cuvânt înainte de George Buznea, Editura Univers, București, 1975.
- Dante, Purgatoriul, interpretare românească și note de George Buznea, Editura Univers, București, 1978.
- Dante Alighieri, Divina Comedie, în românește de Giuseppe Cifarelli, ediție îngrijită de Titus Pîrvulescu și prefațată de Alexandru Ciorănescu (8), Editura Europa, Craiova (9), 1993, cu ilustrații de Marcel Chirnoagă (reed. 1998, Editura Dacia, Cluj-Napoca).
- Dante Alighieri, Divina Comedie, repovestită pentru cei tineri de Dumitru Trancă, Editura Atlasis, București, 1992 (repovestire explicativă în proză).
- Dante Alighieri, Divina Comedie, traducere în versuri de Ion A. Țundrea, prefață de N. Iorga, Editura Medicală, București, 1999.
- Dante Alighieri, Divina Comedie. Infernul, text bilingv, cu versiune românească, note, comentarii, posfață și repere bibliografice de Răzvan Codrescu, Editura Christiana, București, 2006.

## Dante în românește (online)
- Infernul (traducere de George Pruteanu) Arhivat în 22 aprilie 2006, la Wayback Machine.
- Laszlo Alexandru, Lectura lui Dante.

## Despre Dante Alighieri în românește
- Laszlo Alexandru, Dante - "Infernul" - O interpretare, în E-Leonardo, nr. 12/2007;
- Laszlo Alexandru - Ovidiu Pecican, Dialoguri despre Dante (I), în E-Leonardo, nr. 9/2006;
- Laszlo Alexandru - Ovidiu Pecican, Dialoguri despre Dante (II), în E-Leonardo, nr. 10/2006;
- Laszlo Alexandru - Ovidiu Pecican, Dialoguri despre Dante (III), în E-Leonardo, nr. 11/2007;
- Laszlo Alexandru - Ovidiu Pecican, Dialoguri despre Dante (IV), în E-Leonardo, nr. 12/2007;
- Laszlo Alexandru - Ovidiu Pecican, Dialoguri despre Dante (V), în E-Leonardo, nr. 13/2008;
- Laszlo Alexandru - Ovidiu Pecican, Dialoguri despre Dante (VI), în E-Leonardo, nr. 14/2009;
- Laszlo Alexandru, A revedea stelele. Contribuții la studiul operei lui Dante, Cluj, Casa Cărții de Știință, 2013, ISBN 9786061703395;
- Laszlo Alexandru, Prin pădurea întunecată. Dialoguri despre Dante, în colaborare cu Ovidiu Pecican, București, Ed. Vinea, 2011, ISBN 9789736983191;
- Laszlo Alexandru, Per la selva oscura. Dante parlato, în collaborazione con Ovidiu Pecican, traduzione italiana di Laszlo Alexandru, illustrazioni di Alexandru Pecican, con la presentazione di Patrizio Trequattrini, București, Ed. Vinea, 2013, ISBN 9789736983597;
- Alexandru Balaci, Dante Alighieri, București, Tineretului, 1966